# Anoplognathus daemeli
Anoplognathus daemeli är en skalbaggsart som beskrevs av Friedrich Ohaus 1898. 
Anoplognathus daemeli ingår i släktet Anoplognathus och familjen Rutelidae. Inga underarter finns listade i Catalogue of Life.